# Каперняника
Каперня̀ника (на италиански: Capergnanica, на местен диалект: Cærgnàniga, Кернянига) е село и община в Северна Италия, провинция Кремона, регион Ломбардия. Разположено е на 79 m надморска височина. Населението на общината е 2154 души (към 2016 г.).